# Клэр-холл
Клэр Холл (англ. Clare Hall) — один из колледжей Кембриджского университета, учреждён и получил своё название от Клэр-колледжа. Клэр Холл является колледжем для углублённого изучения, к обучению допускаются студенты и фелло с высшим образованием.

## История
Решение о создании было принято в январе 1964 года небольшой группой фелло Клэр-колледжа под председательством ректора Эрика Эшби. Планировалось создать не только центр для углублённого изучения, но и обеспечить комфортные условия для проживания семейных сотрудников и выпускников, научных сотрудников, работающих на докторантуре, стипендиатов (постоянных и приглашённых из университетов по всему миру). Основанный в 1966 году новый колледж решили назвать Клэр Холл, под этим названием сам Клэр-колледж был известен более пятисот лет, с 1338 по 1856 год.
На момент официального открытия в сентябре 1969 года, первый президент Клэр Холла Брайан Пиппард уже заселился со своей семьей в ректорский дом, а более дюжины студентов-исследователей и приезжих аспирантов со своими семьями жили в недавно построенных квартирах колледжа. В числе первых приглашённых фелло Клер Холла был Айвар Джайевер, лауреат Нобелевской премии по физике в 1973 году. В 1977 году Клэр Холл посещает поэт Иосиф Бродский, лауреат Нобелевской премии по литературе 1987 года. Как правило, приглашённый специалист или учёный (стипендиат), помимо места для проживания с семьей, становится членом сообщества Клэр Холл англ. Life Members of Clare Hal) с правом участия в жизни колледжа.

## Президенты Клэр Холла
Ректорские обязанности выполняет Президент колледжа, срок пребывания на посту — 7 лет.
- 1966 Брайан Пиппард (англ. Brian Pippard).
- 1973 Роберт Хоникомб (англ. Robert Honeycombe).
- 1980 Майл Стокер (англ. Michael Stoker).
- 1987 Энтони Лоу (англ. Anthony Low).
- 1994 Джиллиан Бир (англ. Gillian Beer).
- 2001 Экхард Салье (англ. Ekhard Salje).
- 2008 Мартин Харрис (англ. Martin Harris).
- 2013 Дэвид Иббетсон (англ. David John Ibbetson).

## Известные преподаватели и фелло
- Ким Дэ Чжун (1924—2009), приглашённый профессор (до 1995 года)[7].
- Андреас Акривос (р. 1928).
- Питер Дронке (р. 1934), профессор и заведующий кафедрой средневековой латинской литературы в 1989—2001 годы.
- Стивен Адлер (р. 1939).
- Иосиф Бродский (1940—1996).
- Януш Кохановский (1940—2010), почётный член.
- Майкл Грин (р. 1946), профессор математики в 2009—2015 годы, затем профессор кафедры прикладной математики и теоретической физики, научный сотрудник.
- Джулиус Липнер (р. 1946), профессор индуизма и сравнительного религиоведения кафедры богословия и вице-президент.
- Джон Барроу (р. 1952), профессор математики и теоретической физики с 1999 года.
- Афанасиос Фокас (р. 1952), профессор и почётный член с 2005 года.

## Известные выпускники
- Руди Дучке (1940―1979), немецкий марксистский социолог и политик.
- Тамала Кришна Госвами (1946―2002), индуистский кришнаитский религиозный деятель и проповедник.